# Alcantud
Alcantud ist ein Ort und eine zentralspanische Gemeinde (municipio) mit nur noch 58 Einwohnern (Stand: 2024) im Norden der Provinz Cuenca in der Autonomen Region Kastilien-La Mancha. Alcantud gehört zur Kulturlandschaft der Alcarria und der von einem anhaltenden Bevölkerungsschwund betroffenen Serranía Celtibérica.

## Lage und Klima
Der Ort Alcantud liegt auf der Westseite des Iberischen Gebirges in einer Höhe von ca. 845 m. Die Provinzhauptstadt Cuenca befindet sich knapp 70 km (Fahrtstrecke) südöstlich. Das Klima im Winter ist gemäßigt, im Sommer dagegen warm bis heiß; die eher geringen Niederschlagsmengen (ca. 550 mm/Jahr) fallen – mit Ausnahme der nahezu regenlosen Sommermonate – verteilt übers ganze Jahr.

## Bevölkerungsentwicklung
| Jahr      | 1857 | 1900 | 1950 | 2000 | 2019 |
| Einwohner | 424  | 494  | 589  | 120  | 51   |

Aufgrund der Mechanisierung der Landwirtschaft, der Aufgabe bäuerlicher Kleinbetriebe und des daraus resultierenden Verlusts von Arbeitsplätzen auf dem Lande ist die Einwohnerzahl der Gemeinde seit der Mitte des 20. Jahrhunderts stark rückläufig (Landflucht).

## Wirtschaft
Die Wirtschaft des Ortes basierte jahrhundertelang im Wesentlichen auf Selbstversorgung; Überschüsse an Käse und Würsten sowie Tierhäute und Wolle konnten an fahrende Händler verkauft oder gegen andere Produkte getauscht werden. Erst seit den 1930er Jahren verbesserte sich die Situation.

## Geschichte
Funde zu einer Besiedlung in keltischer, römischer und westgotischer Zeit fehlen. In der Kalifatszeit (929–1031) gehörte es zum Teilgebiet Cora de Santaver. Wahrscheinlich wurden der Ort und sein Umland schon im Rahmen der Eroberung Toledos im ausgehenden 11. Jahrhundert von den Truppen Alfons’ VI. eingenommen. Nach der Rückeroberung (reconquista) der Stadt Cuenca (um 1177) und ihres Umlands durch die Truppen des kastilischen Königs Alfons VIII. wurde eine Politik der Wiederbesiedlung (repoblación) durch Christen aus allen Teilen der Iberischen Halbinsel betrieben.

## Sehenswürdigkeiten
- Die kleine aus Werk- und Bruchsteinen errichtete spätromanisch-frühgotische Iglesia de Nuestra Señora de la Asunción ist der Himmelfahrt Mariens geweiht und gehört zu den ältesten erhaltenen Kirchenbauten der Provinz Cuenca. Das von mehreren profilierten Archivoltenbögen bedeckte Stufenportal ist im Scheitel leicht angespitzt; über der ansonsten schmucklosen Westfassade erhebt sich ein dreigeteilter Glockengiebel (espadaña). Das Kirchenschiff (nave) führt hin zu einem klassizistischen Altarretabel (retablo) des 19. Jahrhunderts.[3]
- Teile der ehemaligen Ortsbefestigung sind noch zu erkennen.